# Gift Ngoepe
Mpho' Gift Ngoepe (né le 18 janvier 1990 à Pietersburg en Afrique du Sud) est un joueur de deuxième but et d'arrêt-court des Pirates de Pittsburgh de la Ligue majeure de baseball.
Le 26 avril 2017, il devient le premier Africain dans la Ligue majeure de baseball.

## Carrière

### Vie personnelle
Mpho' Gift Ngoepe est né à Pietersburg et a grandi à Randburg en Afrique du Sud. Son prénom est à la naissance « Mpho' », ce qui en langue sotho du Sud signifie « cadeau », et se traduit en anglais par le mot « gift » (qui signifie aussi « don »).

### Carrière
Gift Ngoepe est remarqué par les Pirates de Pittsburgh lorsqu'il participe à l'académie de baseball de la MLB en Italie et signe avec le club un contrat professionnel en 2008. À l'âge de 18 ans, il perçoit une prime à la signature de 15 000 dollars US et devient le premier Noir sud-africain à signer un contrat avec un club de la Ligue majeure de baseball.
Il commence sa carrière professionnelle en ligues mineures en 2009 et joue principalement au poste d'arrêt-court, mais également comme joueur de deuxième but.
À 27 ans, Gift Ngoepe fait ses débuts dans le baseball majeur avec les Pirates de Pittsburgh le 26 avril 2017 contre les Cubs de Chicago, devenant non seulement le premier sud-africain mais le premier Africain de l'histoire à évoluer à ce niveau. Jouant au deuxième but à ce premier match, il soutire un but sur balles et frappe son premier coup sûr aux dépens du lanceur Jon Lester.